# Bushnell (Florida)
Bushnell város az USA Florida államában. Lakosainak száma 3047 fő (2020. április 1.).

## Népesség
A település népességének változása:
| Lakosok száma | 2050 | 2418 | 3047 |
|               | 2000 | 2010 | 2020 |